# Geminalni
U hemiji, termin geminalni (lat. gemini = blizanci) označava odnos između dve funkcionalne grupe koje su vezane za isti atom. Prefiks gem se primenjuje u hemijskim imenima za označavanje ovog odnosa, npr. gem-dibromid.
Sledići primer pokazuje konverziju cikloheksil metil ketona do gem-dihlorida putem reakcije sa fosfor pentahloridom. Ovaj gem-dihlorid se zatim može koristiti za sintezu alkina.
Termin se često koristi u NMR spektroskopiji, jer je odnos između atoma važan za određivanje veličine konstanti sprezanja.
Srodni termin vicinalni označava odnos između dve funkcionalne grupe koje su vezane za susedne atome.

## Literatura
1. ↑  Clayden, Jonathan; Greeves, Nick; Warren, Stuart; Wothers, Peter (2001). Organic Chemistry (I изд.). Oxford University Press. ISBN 978-0-19-850346-0.
2. ↑  Smith, Michael B.; March, Jerry (2007). Advanced Organic Chemistry: Reactions, Mechanisms, and Structure (6th изд.). New York: Wiley-Interscience. ISBN 0-471-72091-7.